# Волфганг Бехлер
Волфганг Бехлер (на немски: Wolfgang Bächler) е немски поет, белетрист и преводач.

## Биография и творчество
Волфганг Бехлер е роден в Аугсбург в семейството на юрист.
Осемнадесетгодишен Бехлер е пратен на фронта, а през 1944 г. е тежко ранен във френските Алпи. До края на Втората световна война остава в лазарет и попада в плен, откъдето успява да избяга. После следва германистика, романистика, история на изкуството и театрознание в Мюнхенския университет. Работи като киноактьор, редактор в издателство и преводач.
Волфганг Бехлер е най-младият съосновател на свободното литературно сдружение „Група 47“. Ранните му стихове, възкресяващи преживяното през войната, са публикувани в списания и вестници, а през 1950 г. излиза и първата му стихосбирка „Цистерната“, последвана от „Смяна на светлината“ (1955).
През 1956 г. Бехлер се преселва в Париж, а след шест години се установява в Горен Елзас. Там създава стихосбирките „Звънче над вратата“ (1962) и „Врати от пушек“  (1963).
През 1967 г. поетът се завръща в Мюнхен, където се установява трайно. Следващите му поетически книги са „Да избягаш“ (1976), „Нощен живот“ (1982), „Трепери още земята. Ранна лирика“ (1982), „Последвах светлата ти диря. Любовни стихове“ (1988) и „Където свършват писмената на вълните. Избрани стихове от пет десетилетия“ (2000).

## Признание
Творчеството на Волфганг Бехлер е високо ценено от поети като Готфрид Бен и Карл Кролов. Неговата лирика и кратка проза са посветени на значими екзистенциални теми и могат да бъдат сравнявани с литературното дело на Волфганг Борхерт.
Поетът е член на ПЕН клуба на ФРГ.

## Награди и отличия
- 1975: „Награда Тукан“ на град Мюнхен
- 1979: Schwabinger Kunstpreis
- 1984: Ehrengabe des Kulturkreises der Deutschen Wirtschaft
- 1993: „Федерален орден за заслуги“ на лента